# Montopoli in Val d'Arno
Montopoli in Val d'Arno là một đô thị ở tỉnh Pisa trong vùng Toscana thuộc Ý, có cự ly khoảng 40 km về phía tây nam của Florence và khoảng 30 km về phía đông của Pisa. Tại thời điểm ngày 31 tháng 12 năm 2004, đô thị này có dân số 10.299 người và diện tích là 29,9 km².
Đô thị Montopoli in Val d'Arno có các frazioni (đơn vị cấp dưới) Capanne, Castel del Bosco, San Romano, Marti.
Montopoli in Val d'Arno giáp các đô thị: Castelfranco di Sotto, Palaia, Pontedera, San Miniato, Santa Maria a Monte.